# Institut supérieur européen de gestion group

Logo

De Institut supérieur européen de gestion group (of ISEG Group) is een gerenommeerde Franse groep van 2 grande école : ISEG Marketing & Communication School, ISG Programme Business & Management. De instelling werd opgericht in 1980 en wordt heden bestuurd en ondersteund door de kamer van IONIS Education Group.
Sinds 1980 is de voornaamste campus van de onderwijsinstelling gelegen te Parijs. 